# (31533) 1999 CV148
1999 CV148 (asteroide 31533) é um asteroide da cintura principal. Possui uma excentricidade de 0.09095310 e uma inclinação de 0.85855º.
Este asteroide foi descoberto no dia 10 de fevereiro de 1999 por Spacewatch em Kitt Peak.